# Campionato mondiale di hockey su ghiaccio 1955
Il 22º Campionato mondiale di hockey su ghiaccio, valido anche come 33º campionato europeo di hockey su ghiaccio, si tenne nel periodo fra il 25 febbraio e il 6 marzo 1955 per la prima volta nelle città di Colonia, Dortmund, Düsseldorf e Krefeld, nella Germania Ovest, sede per la prima volta dalla fine della guerra di un evento sportivo d'importanza globale. Al via si presentarono nove squadre, con la presenza per la prima volta di tutte e quattro le principali potenze mondiali, i campioni uscenti dell'Unione Sovietica, gli Stati Uniti, la Cecoslovacchia e il Canada, desideroso di vendicarsi della sconfitta subita l'anno precedente. Il torneo si disputò in un unico girone all'italiana, con gare di sola andata, e la classifica a punti attribuì le medaglie.
Il Canada riuscì nel proprio obiettivo, portando a casa il sedicesimo titolo mondiale vincendo tutte e otto le partite, mentre l'Unione Sovietica giunse al secondo posto, e la Cecoslovacchia conquistò la medaglia di bronzo.
A margine dell'evento iridato per la quarta volta si disputò il "Criterium d'Europe - Junior European Championship", antenato del Campionato mondiale di Prima Divisione, a cui presero parte cinque squadre europee di secondo livello, oltre ad una seconda selezione tedesca che fu esclusa dalla classifica finale. Anch'esso si disputò in un girone unico e fu vinto dall'Italia.

## Campionato mondiale

### Girone finale
| Colonia 25 febbraio 1955, ore 20:00 | Cecoslovacchia | 7 – 0 (1-0; 2-0; 4-0) | Svizzera | Eisstadion an der Lentstrasse |

| Dortmund 25 febbraio 1955, ore 20:00 | Canada | 12 – 1 (3-0; 5-1; 4-0) | Stati Uniti | Westfalenhalle |

| Düsseldorf 25 febbraio 1955, ore 20:00 | Unione Sovietica | 10 – 2 (2-2; 5-0; 3-0) | Finlandia | Eisstadion an der Brehmstrasse |

| Krefeld 25 febbraio 1955, ore 20:15 | Germania Ovest | 4 – 5 (1-2; 3-2; 0-1) | Svezia | Rheinlandhalle |

| Colonia 26 febbraio 1955, ore 20:00 | Stati Uniti | 8 – 1 (1-1; 4-0; 3-0) | Finlandia | Eisstadion an der Lentstrasse |

| Dortmund 26 febbraio 1955, ore 20:00 | Unione Sovietica | 2 – 1 (1-1; 0-0; 1-0) | Svezia | Westfalenhalle |

| Düsseldorf 26 febbraio 1955, ore 20:00 | Canada | 5 – 3 (1-0; 0-1; 4-2) | Cecoslovacchia | Eisstadion an der Brehmstrasse |

| Krefeld 26 febbraio 1955, ore 20:00 | Germania Ovest | 4 – 5 (3-3; 0-1; 1-1) | Polonia | Rheinlandhalle |

| Colonia 27 febbraio 1955, ore 20:00 | Canada | 8 – 0 (3-0; 3-0; 2-0) | Polonia | Eisstadion an der Lentstrasse |

| Dortmund 27 febbraio 1955, ore 20:00 | Germania Ovest | 3 – 6 (0-3; 3-3; 0-0) | Stati Uniti | Westfalenhalle |

| Düsseldorf 27 febbraio 1955, ore 20:00 | Svezia | 10 – 0 (0-0; 6-0; 4-0) | Svizzera | Eisstadion an der Brehmstrasse |

| Krefeld 27 febbraio 1955, ore 20:00 | Unione Sovietica | 4 – 0 (1-0; 1-0; 2-0) | Cecoslovacchia | Rheinlandhalle |

| Colonia 28 febbraio 1955, ore 20:00 | Unione Sovietica | 8 – 2 (2-0; 2-1; 4-1) | Polonia | Eisstadion an der Lentstrasse |

| Düsseldorf 28 febbraio 1955, ore 20:00 | Canada | 12 – 0 (7-0; 3-0; 2-0) | Finlandia | Eisstadion an der Brehmstrasse |

| Krefeld 28 febbraio 1955, ore 20:00 | Stati Uniti | 7 – 3 (1-1; 2-1; 4-1) | Svizzera | Rheinlandhalle |

| Colonia 1º marzo 1955, ore 20:00 | Cecoslovacchia | 6 – 5 (2-1; 2-1; 2-3) | Svezia | Eisstadion an der Lentstrasse |

| Düsseldorf 1º marzo 1955, ore 20:00 | Svizzera | 4 – 2 (1-1; 1-0; 2-1) | Polonia | Eisstadion an der Brehmstrasse |

| Krefeld 1º marzo 1955, ore 20:00 | Germania Ovest | 7 – 1 (3-0; 3-1; 1-0) | Finlandia | Rheinlandhalle |

| Düsseldorf 2 marzo 1955, ore 17:00 | Svezia | 9 – 0 (1-0; 6-0; 2-0) | Finlandia | Eisstadion an der Brehmstrasse |

| Colonia 2 marzo 1955, ore 20:00 | Canada | 11 – 1 (4-1; 3-0; 4-0) | Svizzera | Eisstadion an der Lentstrasse |

| Düsseldorf 2 marzo 1955, ore 20:00 | Germania Ovest | 0 – 8 (0-0; 0-5; 0-3) | Cecoslovacchia | Eisstadion an der Brehmstrasse |

| Krefeld 2 marzo 1955, ore 20:00 | Unione Sovietica | 3 – 0 (1-0; 2-0; 0-0) | Stati Uniti | Rheinlandhalle |

| Colonia 3 marzo 1955, ore 20:00 | Polonia | 6 – 3 (1-1; 2-1; 3-1) | Finlandia | Eisstadion an der Lentstrasse |

| Colonia 3 marzo 1955, ore 20:00 | Cecoslovacchia | 4 – 4 (1-1; 1-1; 2-2) | Stati Uniti | Eisstadion an der Lentstrasse |

| Düsseldorf 3 marzo 1955, ore 20:00 | Germania Ovest | 1 – 5 (1-0; 0-2; 0-3) | Unione Sovietica | Eisstadion an der Brehmstrasse |

| Krefeld 3 marzo 1955, ore 20:00 | Canada | 3 – 0 (0-0; 3-0; 0-0) | Svezia | Rheinlandhalle |

| Colonia 4 marzo 1955, ore 20:00 | Canada | 10 – 1 (3-0; 4-1; 3-0) | Germania Ovest | Eisstadion an der Lentstrasse |

| Düsseldorf 4 marzo 1955, ore 20:00 | Stati Uniti | 6 – 2 (2-0; 3-0; 1-2) | Polonia | Eisstadion an der Brehmstrasse |

| Krefeld 4 marzo 1955, ore 20:00 | Unione Sovietica | 7 – 2 (2-0; 2-1; 3-1) | Svizzera | Rheinlandhalle |

| Colonia 5 marzo 1955, ore 20:00 | Finlandia | 7 – 2 (2-1; 3-1; 2-0) | Svizzera | Eisstadion an der Lentstrasse |

| Düsseldorf 5 marzo 1955, ore 20:00 | Svezia | 1 – 1 (0-0; 0-0; 1-1) | Stati Uniti | Eisstadion an der Brehmstrasse |

| Krefeld 5 marzo 1955, ore 20:00 | Cecoslovacchia | 17 – 2 (7-0; 3-2; 7-0) | Polonia | Rheinlandhalle |

| Düsseldorf 6 marzo 1955, ore 11:00 | Cecoslovacchia | 18 – 2 (3-1; 7-1; 8-0) | Finlandia | Eisstadion an der Brehmstrasse |

| Colonia 6 marzo 1955, ore 14:00 | Svezia | 9 – 0 (4-0; 2-0; 3-0) | Polonia | Eisstadion an der Lentstrasse |

| Düsseldorf 6 marzo 1955, ore 14:00 | Germania Ovest | 8 – 3 (3-1; 1-2; 4-0) | Svizzera | Eisstadion an der Brehmstrasse |

| Krefeld 6 marzo 1955, ore 17:00 | Canada | 5 – 0 (1-0; 2-0; 2-0) | Unione Sovietica | Rheinlandhalle |

| Pos. | | PG | V | N | P | GF | GS | DR  | Pt |
| 1.   | Canada | 8  | 8 | 0 | 0 | 66 | 6  | +60 | 16 |
| 2.   | [[File: Flag of the Soviet Union (1936 – 1955).svg\|class=noviewer\| Unione Sovietica (bandiera)\|border\|20x16px]] [[Nazionale maschile di hockey su ghiaccio dell' Unione Sovietica\| Unione Sovietica]] | 8  | 7 | 0 | 1 | 39 | 13 | +26 | 14 |
| 3.   | Cecoslovacchia | 8  | 5 | 1 | 2 | 63 | 22 | +41 | 11 |
| 4.   | Stati Uniti | 8  | 4 | 2 | 2 | 33 | 29 | +4  | 10 |
| 5.   | Svezia | 8  | 4 | 1 | 3 | 40 | 16 | +24 | 9  |
| 6.   | Germania Ovest | 8  | 2 | 0 | 6 | 28 | 43 | -15 | 4  |
| 7.   | Polonia | 8  | 2 | 0 | 6 | 19 | 59 | -40 | 4  |
| 8.   | Svizzera | 8  | 1 | 0 | 7 | 15 | 59 | -44 | 2  |
| 9.   | Finlandia | 8  | 1 | 0 | 7 | 16 | 72 | -56 | 2  |

### Graduatoria finale
| Pos | Squadra |
| --- | --- |
|     | Canada |
|     | [[File: Flag of the Soviet Union (1936 – 1955).svg\|class=noviewer\| Unione Sovietica (bandiera)\|border\|20x16px]] [[Nazionale maschile di hockey su ghiaccio dell' Unione Sovietica\| Unione Sovietica]] |
|     | Cecoslovacchia |
| 4   | Stati Uniti |
| 5   | Svezia |
| 6   | Germania Ovest |
| 7   | Polonia |
| 8   | Svizzera |
| 9   | Finlandia |

| Campione del mondo di hockey su ghiaccio 1955 |
| Canada 16º titolo                             |

| Pos | Squadra | Formazione |
| --- | --- | --- |
|     | Canada | Ivan McLelland, Donald Moog, George McAvoy, Harold Tarala, Kevin Conway, Dino Mascotta, Dick Warwick, Bill Warwick, Grant Warwick, John McDonald, Douglas Kilburn, James Fairburn, Mike Shabaga, John McIntyre, James Middleton, Bernard Bathgate, Donald Berry, John Taggart                                                    |
|     | [[File: Flag of the Soviet Union (1936 – 1955).svg\|class=noviewer\| Unione Sovietica (bandiera)\|border\|40x40px]] [[Nazionale maschile di hockey su ghiaccio dell' Unione Sovietica\| Unione Sovietica]] | Nikolaj Pučkov, Grigorij Mkrtyčan, Pavel Žiburtovič, Dimitrij Ukolov, Al'fred Kučevskij, Nikolaj Sologubov, Henrich Sidorenko, Ivan Tregubov, Vsevolod Bobrov, Viktor Šuvalov, Jevgenij Babič, Jurij Krylov, Alexandr Uvarov, Valentin Kuzin, Michail Byčkov, Alexej Guryšev, Nikolaj Chlystov, Alexandr Komarov, Boris Petjelin |
|     | Cecoslovacchia | Jiří Hanzl, Jan Jendek, Karel Gut, Stanislav Bacílek, Václav Bubník, Jan Lidral, Jan Kasper, Vlastimil Bubník, Slavomír Bartoň, Bronislav Danda, Vlastimil Hajšman, Vladimír Zábrodský, Václav Pantůček, Miroslav Rejman, Oldřich Sedlák, Jiří Sekyra, Milan Vidlák                                                              |

### Riconoscimenti
Riconoscimenti individuali
| Premio             | Giocatore      |
| ------------------ | -------------- |
| Miglior portiere   | Donald Rigazio |
| Miglior difensore  | Karel Gut      |
| Miglior attaccante | Bill Warwick   |

### Campionato europeo
Il torneo fu valido anche per il 33º campionato europeo e venne utilizzata la graduatoria finale del campionato mondiale per determinare le posizioni del torneo continentale; la vittoria andò per la seconda volta consecutiva all'Unione Sovietica, giunta seconda al mondiale.
| Pos | Squadra |
| --- | --- |
|     | [[File: Flag of the Soviet Union (1936 – 1955).svg\|class=noviewer\| Unione Sovietica (bandiera)\|border\|20x16px]] [[Nazionale maschile di hockey su ghiaccio dell' Unione Sovietica\| Unione Sovietica]] |
|     | Cecoslovacchia |
|     | Svezia |
| 4   | Germania Ovest |
| 5   | Polonia |
| 6   | Svizzera |
| 7   | Finlandia |

## Criterium d'Europe - Junior European Championship
| Dortmund 25 febbraio 1955 | Austria | 3 – 2 (1-1; 1-1; 1-0) | Jugoslavia | Westfalenhalle |

| Düsseldorf 25 febbraio 1955 | Germania Ovest | 2 – 2 (1-1; 0-1; 1-0) | Italia | Eisstadion an der Brehmstrasse |

| Dortmund 27 febbraio 1955 | Paesi Bassi | 6 – 3 (1-1; 1-0; 4-2) | Belgio | Westfalenhalle |

| Colonia 27 febbraio 1955 | Germania Ovest | 3 – 2 (1-0; 2-1; 0-1) | Austria | Eisstadion an der Lentstrasse |

| Krefeld 28 febbraio 1955 | Jugoslavia | 5 – 2 (0-0; 4-1; 1-1) | Belgio | Rheinlandhalle |

| Düsseldorf 28 febbraio 1955 | Italia | 3 – 1 (2-1; 1-0; 0-0) | Austria | Eisstadion an der Brehmstrasse |

| Krefeld 2 marzo 1955 | Austria | 5 – 3 (1-0; 1-1; 3-2) | Belgio | Rheinlandhalle |

| Dortmund 2 marzo 1955 | Italia | 10 – 2 (4-1; 2-0; 4-1) | Paesi Bassi | Westfalenhalle |

| Düsseldorf 2 marzo 1955 | Germania Ovest | 5 – 1 (4-0; 0-0; 1-1) | Jugoslavia | Eisstadion an der Brehmstrasse |

| Colonia 4 marzo 1955 | Italia | 9 – 1 (3-1; 4-0; 2-0) | Jugoslavia | Eisstadion an der Lentstrasse |

| Düsseldorf 4 marzo 1955 | Germania Ovest | 11 – 1 (3-1; 2-0; 6-0) | Paesi Bassi | Eisstadion an der Brehmstrasse |

| Krefeld 5 marzo 1955 | Austria | 6 – 1 (2-0; 2-0; 2-1) | Paesi Bassi | Rheinlandhalle |

| Düsseldorf 5 marzo 1955 | Germania Ovest | 11 – 1 (1-0; 4-0; 6-1) | Belgio | Eisstadion an der Brehmstrasse |

| Krefeld 6 marzo 1955 | Italia | 28 – 0 (7-0; 13-0; 8-0) | Belgio | Rheinlandhalle |

| Krefeld 6 marzo 1955 | Paesi Bassi | 9 – 1 (3-1; 2-0; 4-0) | Jugoslavia | Rheinlandhalle |

| Pos. |                  | PG | V | N | P | GF | GS | DR  | Pt |
| 1.   | Italia           | 5  | 4 | 1 | 0 | 52 | 6  | +46 | 9  |
| NC.  | Germania Ovest-B | 5  | 4 | 1 | 0 | 32 | 7  | +25 | 9  |
| 2.   | Austria          | 5  | 3 | 0 | 2 | 17 | 12 | +5  | 6  |
| 3.   | Paesi Bassi      | 5  | 2 | 0 | 3 | 19 | 31 | -12 | 4  |
| 4.   | Jugoslavia       | 5  | 1 | 0 | 4 | 10 | 28 | -18 | 2  |
| 5.   | Belgio           | 5  | 0 | 0 | 5 | 9  | 55 | -46 | 0  |